# Rubén González
Rubén González (26. maj 1919 – 8. december 2003) var en cubansk pianist. Han lærte at spille klaver på musikkonservatoriet i Cienfuegos. Han læste medicin, men opgav studierne på grund af økonomiske problemer. I 1943 udsendte han sammen med Arsenio Rodríguez sit første album og blev hurtigt kendt i Cuba og andre dele af Latinamerika.
González gik på pension i slutningen af 1980'erne, men begyndte en ny karriere i 1996 da soloalbummet Introducing Rubén González blev udgivet. Det følgende år producerede den amerikanske musiker Ry Cooder Buena Vista Social Club, hvor González, Compay Segundo, Ibrahim Ferrer, Omara Portuondo, Eliades Ochoa og flere andre cubanske musikere medvirkede. Wim Wenders producerede en biografisk film af samme navn, hvilket gjorde González og hans kollegaer berømte over hele verden.
González' blev sidst set offentligt i Mexico og Cuba i 2002. Hans helbredstilstand blev dårligere og han fik ledbetændelse (artritis), samt problemer med lunger og nyrer.
1. ↑  Navnet er anført på nynorsk og stammer fra Wikidata hvor navnet endnu ikke findes på dansk.